# Petites Cyclades
Les petites Cyclades forment un archipel de petites îles grecques au sud de Naxos entre les îles d'Ios et d'Amorgós. Il est constitué de six îles principales : Iraklia, Schinoussa, Donoussa, les Koufonissia (Kato Koufonissi et Epano Koufonissi), Kéros et les Andikeri (Andikeros et Drima) et d'une vingtaine d'îlots.  
Aujourd'hui seules Iraklia, Schinoussa, Donoussa et Epano Koufonissi sont habitées. Les petites Cyclades appartiennent à l'archipel des Cyclades ; administrativement, elles dépendent de Naxos. 

## Histoire
Au cours de la dernière période glaciaire, la plupart des îles des Cyclades étaient unies en une unique masse continentale. Après que le niveau de la mer a augmenté vers 9000 av. J.-C., la mer Égée a inondé cette masse continentale pour former les nombreuses petites îles: l'archipel acquiert alors sa forme moderne.
Toutes ces îles étaient habitées durant l'Antiquité comme en témoignent les ruines et tombes retrouvées. Elles furent désertées par la suite, servant de lieux de pâturage; toutes sauf Donoussa appartenaient au monastère de la Chozoviótissa d'Amorgós. Elles furent progressivement colonisées par des habitants d'Amorgós à partir du XVIIIe siècle, l'habitat finissant par devenir permanent au XIXe siècle, surtout à la suite de l'expropriation d'une partie des terres du monastère après la guerre d'indépendance. Elles acquirent successivement leur autonomie administrative à partir des années 1920.

## Îles principales
| Île              | Surface (Km2) | Population (2011) |
| ---------------- | ------------- | ----------------- |
| Iraklia          | 18.1          | 141               |
| Kéros            | 15.0          | 0                 |
| Donoussa         | 13.7          | 167               |
| Schinoussa       | 8.1           | 256               |
| Epano Koufonissi | 5.8           | 399               |
| Kato Koufonissi  | 3.9           | 0                 |
| Andikeros        | 1.1           | 0                 |
| Drima            | 1.1           | 2                 |